# 両松寺
両松寺（りょうしょうじ）は、兵庫県養父市大屋町明延にある真言宗の寺院。本尊は薬師如来坐像。梵鐘が養父市指定文化財。

## 歴史

### 創建
平安時代初期には既に明延鉱山で銅の採掘が行われていた記録がある。平安時代中期の永承年間（1046年～1053年）、山路寺の覚増上人によって両松寺が開基された。

### 近世
天正年間（1573年～1592年）に明延鉱山が復興すると両松寺も中興された。八木藩主別所吉治が明延鉱山の代官を務めていた文禄5年（1586年）、明延鉱山で産出された銀と銅の合金を用いた梵鐘が鋳造された。
江戸時代の明延鉱山は但馬三山（生野銀山・明延銅山・中瀬金山）のひとつであり、江戸幕府が直接支配する直轄鉱山だった。元禄12年（1699年）時点の明延集落は四町半（約490メートル）の長さに67軒の家があった。なお、15世紀から16世紀ころには隼人山銀賞寺に改称されたが、寛永年間（1624年～1644年）には再び両松寺に戻された。明延鉱山の盛衰に合わせて無住となっていた時期も長い。

### 近現代
明治時代の明延鉱山は明治政府の直轄鉱山となり、1909年（明治42年）に錫鉱脈が発見されたこともあって、最盛期には日本国内の錫の90%以上を算出した。1903年（明治36年）には密伝法印が25世として両松寺に晋住した。1913年（大正2年）4月18日には明延大火が起こり、両松寺の本堂を含む15軒が全焼した。
太平洋戦争中には全国の寺院から梵鐘が供出されたが、慶長年間以前に鋳造された梵鐘は文化財的価値を考慮されて供出の対象外となった。南但（但馬地方南部）においては両松寺梵鐘と生野町の金蔵寺梵鐘のみが供出を免れている。
なお、もともと梵鐘は隣接する和田神社境内の釣鐘堂にあったが、1982年（昭和57年）に両松寺境内の鐘楼に移された。1987年（昭和62年）には明延鉱山が閉山し、明延集落の人口は激減した。

## 境内
- 本堂
- 山門

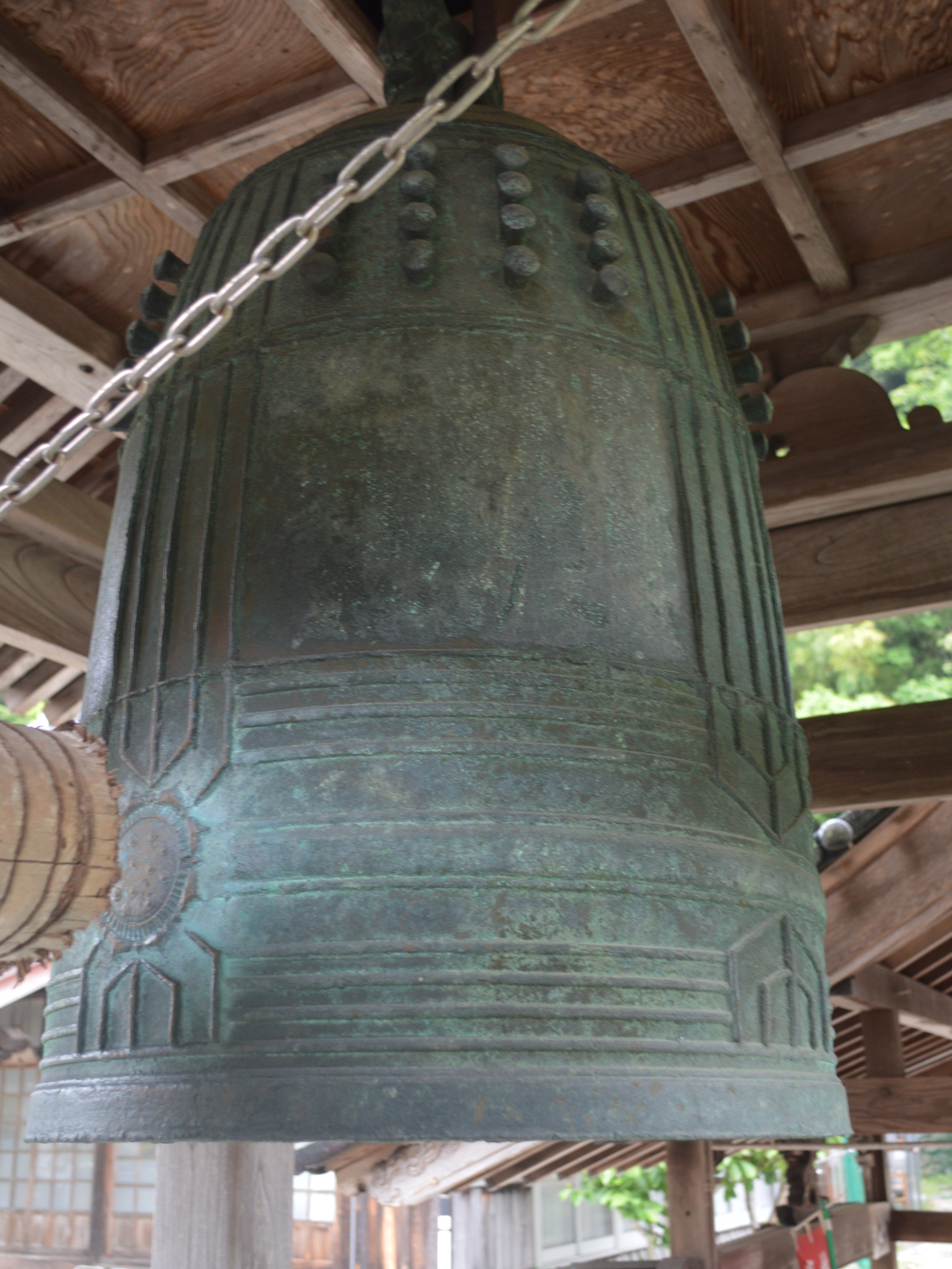
梵鐘

- 鐘楼 - 文禄5年（1586年）鋳造の梵鐘は高さ約110cm、口径約85cm。養父市最古の梵鐘であり、養父市指定文化財に指定されている。

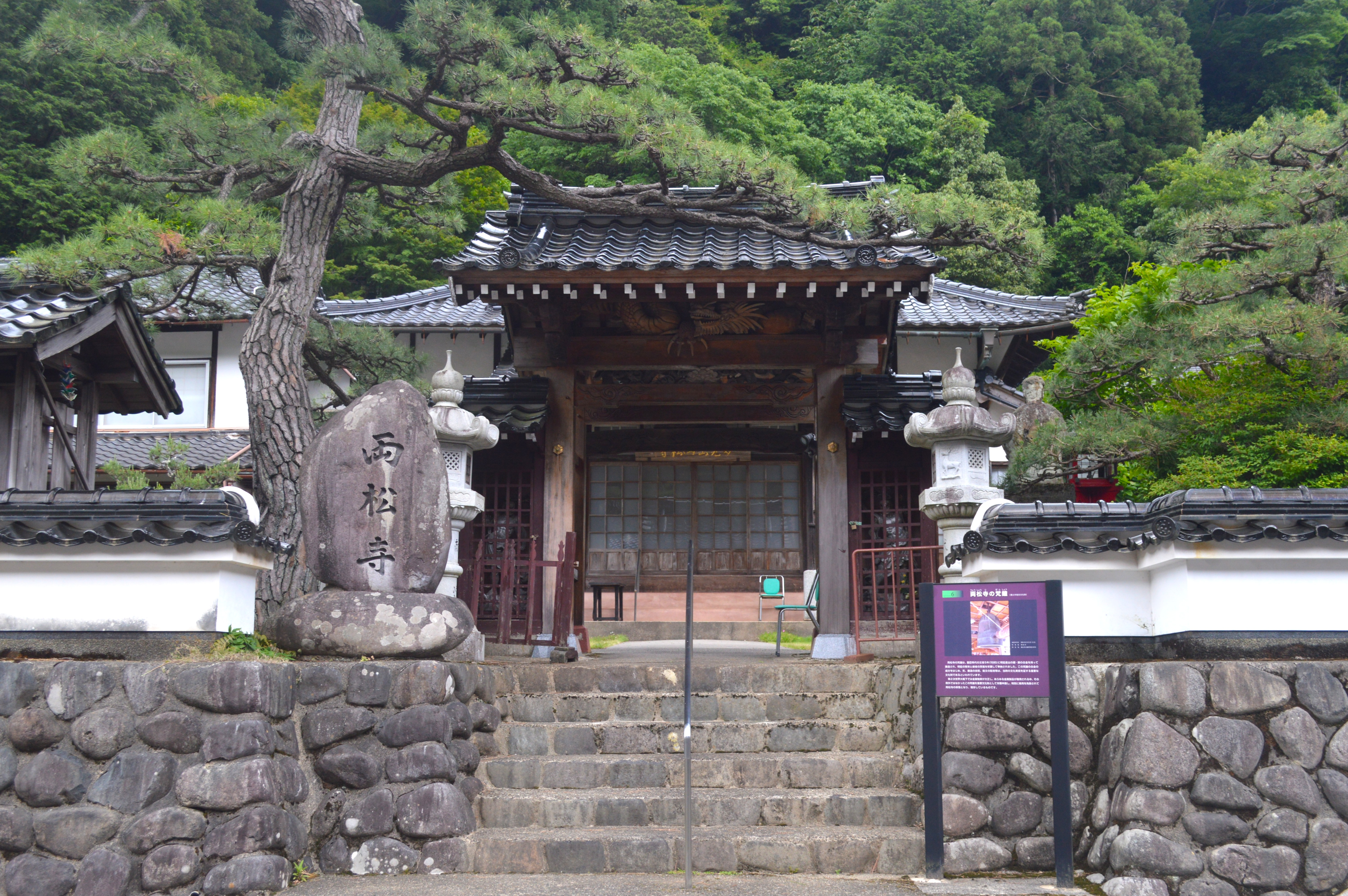
山門
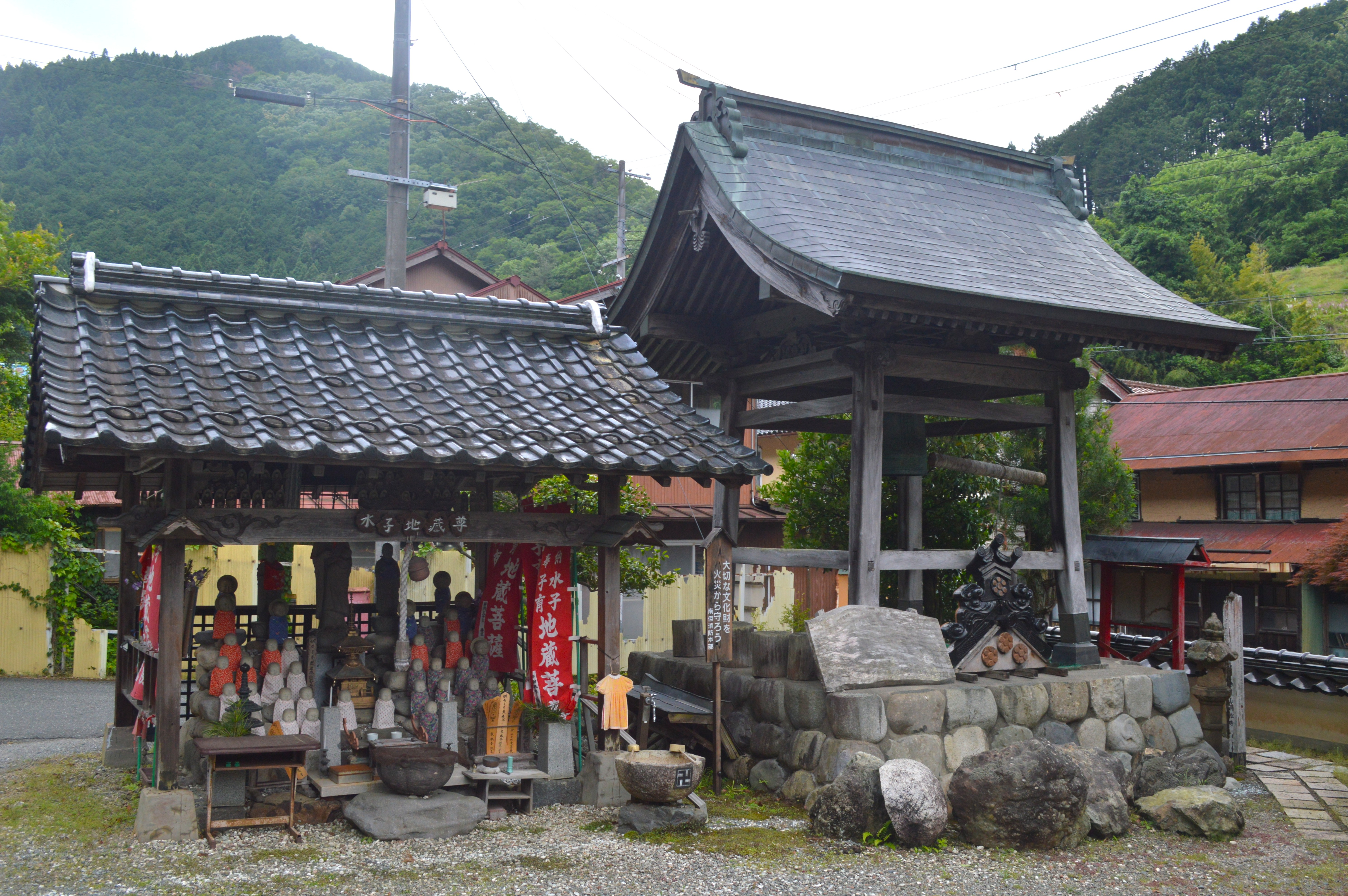
鐘楼

## 交通アクセス
所在地
- 667-0436：兵庫県養父市大屋町明延

アクセス
- JR山陰本線八鹿駅より全但バスで約60分。